# Melanogryllus desertus
Melanogryllus desertus är en insektsart som först beskrevs av Peter Simon Pallas 1771.  Melanogryllus desertus ingår i släktet Melanogryllus och familjen syrsor. Inga underarter finns listade i Catalogue of Life.